# Keljin Blevins
Keljin DeShawn Blevins (Hot Springs, Arkansas, 24 de noviembre de 1995) es un baloncestista estadounidense que actualmente juega para el Sudbury Five de la Liga Nacional de Baloncesto de Canadá. Con 1,93 metros de estatura, juega en la posición de escolta.

## Trayectoria deportiva

### Universidad
Jugó dos temporadas con los Golden Eagles de la Universidad del Sur de Misisipi, en las que promedió 4,0 puntos y 2,7 rebotes por partido.
En 2016 fue transferido a los Bobcats de la Universidad Estatal de Montana, donde, tras pasar el año en blanco que impone la NCAA, jugó dos temporadas más, promediando 10,7 puntos, 5,9 rebotes y 1,3 asistencias por encuentro.

### Profesional
Tras no ser elegido en el draft de la NBA de 2019, jugó las Ligas de Verano de la NBA con los Portland Trail Blazers, promediando 1,7 puntos y 1,0 rebotes en los tres partidos que disputó. El 26 de octubre fue elegido en el puesto 15 del Draft de la NBA G League de 2019 por los Northern Arizona Suns. En su primera temporada en el equipo, saliendo desde el banquillo, promedió 4,3 puntos y 2,9 rebotes.
Blevins firmó contrato con los Portland Trail Blazers el 25 de noviembre de 2020, convirtiéndose tras su debut en el primer exjugador de Montana State de la historia en disputar un partido en la NBA.
El 23 de septiembre de 2021, firmó un contrato dual con los Trail Blazers, para seguir una temporada más en Portland.
En noviembre de 2023 fue contratado por el  Sudbury Five de la Liga Nacional de Baloncesto de Canadá.

## Estadísticas de su carrera en la NBA

### Temporada regular
| Año     | Equipo   | PJ | PT | MPP  | %TC  | %3P  | %TL  | RPP | APP | ROB | TPP | PPP |
| ------- | -------- | -- | -- | ---- | ---- | ---- | ---- | --- | --- | --- | --- | --- |
| 2020-21 | Portland | 17 | 0  | 4.4  | .250 | .250 | –    | .6  | .2  | .1  | .0  | .7  |
| 2021-22 | Portland | 31 | 1  | 11.3 | .306 | .292 | .545 | 1.5 | .6  | .4  | .0  | 3.1 |
| Total   | Total    | 48 | 1  | 8.8  | .298 | .288 | .545 | 1.1 | .5  | .3  | .0  | 2.2 |

## Vida personal
Blevins es primo del también jugador profesional Damian Lillard.